# Labeobarbus johnstonii
Labeobarbus johnstonii là một loài cá vây tia thuộc họ Cyprinidae.
Các môi trường sống tự nhiên của chúng là sông và hồ nước ngọt. Nó được tìm thấy ở hồ Malawi, sông Shire và their larger tributaries ở Malawi, Mozambique và Tanzania.